# Jannis Schliesing
Jannis Schliesing (* 5. Januar 1992 in Münster) ist ein deutscher Fußballspieler.

## Karriere
Jannis Schliesing wuchs in Bocholt auf und begann beim Stadtteilklub in Stenern mit dem Fußballspielen. Über den VfL Rhede kam er zu Rot-Weiss Essen, wo er noch das erste A-Jugendjahr spielte, und dann zu Rot-Weiß Oberhausen, wo er die Jugendzeit abschloss. Mit 18 Jahren trainierte er bereits mit den Profis und gab am 15. Spieltag der Niederrheinliga sein Debüt in der U23. In der Saison 2011/12 stand er bereits im Kader der Drittligamannschaft von RWO und am 6. August 2011 folgte sein Profidebüt als Einwechselspieler. Drei Spieltage später rückte Jannis Schliesing bereits in die Startformation auf. Im Februar 2012 erlitt er einen Kreuzbandriss und Meniskusschaden im linken Knie in einem Spiel der RWO-Reserve und fiel für den Rest der Spielzeit aus. Insgesamt kam er auf vierzehn Saisoneinsätze in der 3. Liga.
Zur Saison 2012/13 wurde Jannis Schliesing vom VfL Bochum verpflichtet, wo er für die Regionalliga-Reserve eingeplant wurde. Nach einem Jahr Verletzungspause gab er im März 2013 sein Debüt für die Regionalligaelf des VfL. Es blieb jedoch sein einziger Einsatz für die Bochumer in der Saison 2012/13. Nach weiteren Problemen mit seinem lädierten Knie kam er auch in der Folgesaison erst am 15. November 2013 gegen den 1. FC Köln II zu seinem nächsten Spiel. In der Winterpause 2013/14 schloss er sich dem Landesliga-Spitzenreiter 1. FC Bocholt an, mit dem er in die Oberliga Niederrhein aufstieg. Seine Verletzungsanfälligkeit hielt jedoch auch bei seinem neuen Verein an, und so trennte man sich im Sommer 2015 wieder. Zur Saison 2016/17 verpflichtete ihn der Westfalenligist BSV Roxel. Nach der Saison endete sein aktive Karriere.